# Alex Smith
Alex Smith (ur. 6 marca 1988 w Kingston upon Hull) – brytyjski lekkoatleta specjalizujący się w rzucie młotem.
Pierwszy sukces skali światowej osiągnął w 2005 roku kiedy zdobył brązowy medal mistrzostw świata juniorów młodszych. W 2006 roku był dziesiąty na mistrzostwach świata juniorów. Dwa razy w karierze – w 2005 oraz 2007 – bez zdobyczy medalowych startował w mistrzostwach Europy juniorów. Uplasował się na dziewiątej pozycji młodzieżowych mistrzostw Starego Kontynentu. Zdobywca srebrnego medalu igrzysk Wspólnoty Narodów w 2010. Medalista mistrzostw kraju oraz reprezentant Wielkiej Brytanii w drużynowym czempionacie Europy i zimowym pucharze w rzutach lekkoatletycznych. 
Rekord życiowy: 75,64 (2012). 

## Osiągnięcia
| Rok  | Impreza                                 | Miejsce               | Lokata      | Wynik |
| ---- | --------------------------------------- | --------------------- | ----------- | ----- |
| 2004 | Igrzyska Wspólnoty Narodów młodzieży    | Bendigo               | 1. miejsce  | 70,45 |
| 2005 | Mistrzostwa świata juniorów młodszych   | Marrakesz             | 3. miejsce  | 73,77 |
| 2005 | Mistrzostwa Europy juniorów             | Kowno                 | 11. miejsce | 68,82 |
| 2006 | Mistrzostwa świata juniorów             | Pekin                 | 10. miejsce | 70,77 |
| 2007 | Mistrzostwa Europy juniorów             | Hengelo               | 4. miejsce  | 70,04 |
| 2009 | Zimowy puchar Europy w rzutach          | Teneryfa              | 8. miejsce  | 66,03 |
| 2009 | Młodzieżowe mistrzostwa Europy          | Kowno                 | 7. miejsce  | 68,75 |
| 2010 | Zimowy puchar Europy w rzutach          | Arles                 | 6. miejsce  | 68,64 |
| 2010 | Superliga drużynowych mistrzostw Europy | Bergen                | 11. miejsce | 66,72 |
| 2010 | Igrzyska Wspólnoty Narodów              | Nowe Delhi            | 2. miejsce  | 72,95 |
| 2011 | Zimowy puchar Europy w rzutach          | Sofia                 | 3. miejsce  | 68,58 |
| 2012 | Igrzyska olimpijskie                    | Londyn                | 12. miejsce | 72,87 |
| 2013 | Zimowy puchar Europy w rzutach          | Castellón de la Plana | 3. miejsce  | 68,34 |
| 2014 | Igrzyska Wspólnoty Narodów              | Glasgow               | 4. miejsce  | 70,99 |

Jego ojciec David Smith był również znanym lekkoatletą młociarzem, mistrzem igrzysk Wspólnoty Narodów w 1986 i olimpijczykiem z 1988. 